# Paolo Bonfini
Paolo Bonfini (Mentana, 1964) è uno scenografo e designer italiano, vincitore di due Ciak d'oro per la migliore scenografia.

## Biografia
Nasce in provincia di Roma, dove si diploma nel 1984, ma il suo percorso lavorativo ha inizio negli Stati Uniti, ricoprendo l'incarico di direttore creativo di una casa di produzione cinematografica. Il debutto come scenografo è nel 1997, e agli inizi degli anni 2000 affianca un esordiente Matteo Garrone.

## Filmografia

### Cinema
- Estate romana, regia di Matteo Garrone (2000)
- L'imbalsamatore, regia di Matteo Garrone (2002)
- Segreti di Stato, regia di Paolo Benvenuti (2003)
- Primo amore, regia di Matteo Garrone (2004)
- Gomorra, regia di Matteo Garrone (2008)
- Hai paura del buio, regia di Massimo Coppola (2010)
- Terraferma, regia di Emanuele Crialese (2011)
- Reality, regia di Matteo Garrone (2012)
- Miele, regia di Valeria Golino (2013)
- Il testimone invisibile, regia di Stefano Mordini (2018)
- La terra dell'abbastanza, regia di Damiano e Fabio D'Innocenzo (2018)
- Favolacce, regia di Damiano e Fabio D'Innocenzo (2020)
- La scuola cattolica, regia di Stefano Mordini (2021)
- Trafficante di virus, regia di Costanza Quatriglio (2021)
- Quattordici giorni, regia di Ivan Cotroneo (2021)
- The Christmas Show, regia di Alberto Ferrari (2022)
- Confidenza, regia di Daniele Luchetti (2024)

### Televisione
- Baby, regia di Andrea De Sica, Anna Negri e Letizia Lamartire (2018-2020)
- Zero (2021)
- Miss Fallaci (2025)

## Riconoscimenti
- David di Donatello
  - 2003 - Candidatura miglior scenografo per L'imbalsamatore
  - 2009 - Candidatura miglior scenografo per Gomorra
  - 2013 - Candidatura miglior scenografo per Reality
  - 2021 - Candidatura miglior scenografo per Favolacce
- Nastro d'argento
  - 2013 - Candidatura migliore scenografia per Reality
- Ciak d'oro
  - 2003 - Migliore scenografia per L'imbalsamatore
  - 2013 - Migliore scenografia per Reality